# New Era Field
New Era Field – stadion futbolowy w Orchard Park w stanie Nowy Jork, na którym swoje mecze rozgrywa futbolowy zespół ligi NFL Buffalo Bills.
Budowę stadionu rozpoczęto w kwietniu 1972 roku, a jego otwarcie które nastąpiło 17 sierpnia 1973, gdy Buffalo Bills podejmowali Washington Redskins. Stadion, który początkowo nosił nazwę Rich Stadium, a w latach Ralph Wilson Stadium 1999–2016, ma pojemność 71 608 miejsc, a w latach osiemdziesiątych XX wieku osiągnął maksymalną 80 290. Rekord frekwencji zanotowano 4 października 1992 podczas meczu, w którym Buffalo Bills mierzyli się Miami Dolphins. Spotkanie obejrzało 80 368 widzów.
W sezonie 1979 z obiektu korzystał zespół futbolowy uczelni Syracuse University, ze względu na remont domowego stadionu Carrier Dome. 1 stycznia 2008 na stadionie odbył się mecz ligi NHL w ramach NHL Winter Classic pomiędzy Buffalo Sabres a Pittsburgh Penguins, który obejrzało 71 217 widzów. 
Na stadionie miały miejsce również koncerty, między innymi Emerson, Lake and Palmer, Lynyrd Skynyrd, Crosby, Stills, Nash & Young, Yes, The Rolling Stones, Eltona Johna, The Beach Boys, Fleetwood Mac, The Who, Michaela Jacksona, Boba Dylana, Van Halen, Grateful Dead, Iron Maiden, Metalliki, Guns N’ Roses oraz Dave Matthews Band.